# Ernesto Quissak

Bandeira de Guaratinguetá, criada por Quissak.

Ernesto Quissak (Guaratinguetá, 1.º de abril de 1891 - Guaratinguetá, 5 de novembro de 1960), nascido Ernesto Leme Barbosa, foi um pintor acadêmico, fotógrafo, poeta, jornalista e professor brasileiro, natural da cidade paulista de Guaratinguetá. Iniciou seus estudos em arte no Rio de Janeiro, na Escola Nacional de Belas Artes, retornando posteriormente à cidade natal, onde atuou como fotógrafo, estabeleceu ateliê de pintura, e foi professor durante décadas, lecionando desenho, modelagem e trabalhos manuais. Seu filho Quissak Júnior (Ernesto Sergio Silva Quissak) - Pintor de renome internacional, Professor, Palestrante e Pensador - foi o criador da Bandeira de Guaratinguetá. 

## Biografia
Ernesto Quissak nasceu no dia 1.º de abril de 1891, no bairro da Estalagem (atual São Benedito), em Guaratinguetá, filho de José Agostinho Leme Barbosa e Gabriela Pereira Barbosa. De parte de pai, Leme Barbosa, Ernesto Quissak era descendente em linha reta dos antigos Bandeirantes paulistas. Ernesto Quissak lutou na Revolução Constitucionalista de 1932. Foi casado com Maria Elisa de Moraes Quissak, e em segundas núpcias com Elvira de Carvalho Silva, em 1930. Completou o curso primário no Grupo Escolar “Dr. Flamínio Lessa”. Em 1906 mudou-se para o Rio de Janeiro com a intenção de aprender pintura, pois desejava se tornar artista. Para se manter na então capital federal, atua como auxiliar de fotógrafo, posteriormente se profissionalizando na área. Nesse período adota o nome “Quissak”, derivado do apelido de seu pai, “Quiçaca”.
Iniciou seus estudos na Escola Nacional de Belas Artes, onde foi aluno de João Batista da Costa e Rodolfo Amoedo. Também passou a integrar as rodas da chamada “Boemia Literária” do Rio de Janeiro, convivendo com artistas e intelectuais como Olavo Bilac, Guttmann Bicho, Emílio de Meneses, Nazaré Menezes, Luiz Pistarine e Agripino Grieco, que apelidou Quissak de “Sansão dos Boêmios”. Era considerado um dândi, chamando a atenção pela elegância e vaidade, usando o rosto imberbe, incomum para os homens da época. Mantém o estilo até seu primeiro casamento, quando, nas palavras de Aor Ribeiro, “...largou o fraque, o chapelão, os polainas [sic], o monóculo e até a cabeleira...”. Retorna à Guaratinguetá em 1917, onde se realiza sua primeira exposição individual, na Sociedade Operária de Guaratinguetá. Em 1919 se muda para São Bento do Sapucaí, voltando novamente à Guaratinguetá por volta de 1921, quando seu nome aparece no Almanak Laemmert como fotógrafo ativo na cidade, constando nas edições do almanaque até 1926.
Em 1922 realizou sua segunda exposição individual em Guaratinguetá. Nesse período desenvolve-se uma classe artística na cidade, com nomes como Teixeira Machado, João Dorat, Vieira Paes, Theodoro Meirelles, Arthur Marques, José da Graça Teixeira, Homero Novaes, Benedito Santeiro e Quissak Júnior, filho de Ernesto Quissak. Essa classe artística local trocava conhecimentos, promovia eventos e movimentava a vida cultural da Guaratinguetá de então. Em 1932 Quissak foi combatente na Revolução Constitucionalista, atuando no front de Cunha. Por volta de 1930, o pintor catarinense Pedro Luz foi contratado para executar a ornamentação do convento franciscano de Nossa Senhora das Graças, em Guaratinguetá, tendo criado seis grandes pinturas. Insatisfeito com o pagamento, abandonou o restante do trabalho. Quissak assumiu em 1935 os trabalhos restantes sem cobrar pelo trabalho, executando sete pinturas que foram afixadas às paredes do convento, utilizando a técnica de marruflagem.
Por volta de 1939 o diretor do Museu Nacional de Belas Artes, Oswaldo Teixeira, tomou a iniciativa de abrir no museu a sala dos autorretratos dos artistas brasileiros, pedindo o envio das obras aos artistas de todo o país. Quissak foi um dos contribuintes, tendo enviado um retrato que foi integrado ao acervo da instituição. Em fevereiro de 1958 foi reaberta a Casa de Cultura da Guaratinguetá, tendo Ernesto Quissak como diretor. Seu filho, Quissak Junior (Ernesto Sergio Silva Quissak), criou a bandeira do município de Guaratinguetá, entregando ao então prefeito André Alckmin Filho duas bandeiras, em cerimônia realizada em 18 de setembro do mesmo ano em frente ao prédio da prefeitura. A criação e as características da bandeira foram regulamentadas pela lei 530, de 9 de agosto de 1958.
Ernesto Quissak faleceu em 5 de novembro de 1960, em Guaratinguetá. Apenas seu filho Quissak Junior seguiu profissionalmente a carreira artística, outros filhos do artista também foram pintores, porém, amadores.

#### Docência
Quissak foi professor da rede pública do estado de São Paulo, ensinando desenho, modelagem e trabalhos manuais por cerca de quarenta anos. Lecionou na Escola Normal de Casa Branca, e depois na de Guaratinguetá, onde atuou mais de 30 anos, vindo a ser diretor da instituição. Em Guaratinguetá, lecionou também no Ginásio Nogueira da Gama. No Instituto Caetano de Campos, em São Paulo, atuou como presidente da banca examinadora de Desenho Pedagógico, instituída para os concursos de ingresso no magistério secundário e normal. Também criou na instituição, junto com os colegas, o “Curso de Aperfeiçoamento de Desenho, Desenho Pedagógico e Trabalhos Manuais”.

## Obra

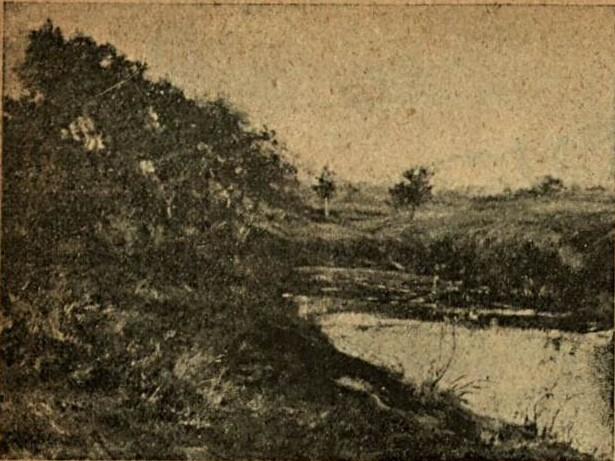
"Águas Tranquilas", apresentada na Exposição Geral de Belas Artes de 1922.

Quissak foi um artista com produção de cunho acadêmico, na linha da Escola Nacional de Belas Artes, onde iniciou sua formação, com destaque para a pintura de paisagens. Através da Imprensa do seu período de atividade é possível vislumbrar sua recepção pelo público e crítica: em 1922 a revista Fon-Fon, reproduzindo as obras de Quissak remetidas à Exposição Geral de Belas Artes, classifica sua tela “Águas Tranquilas” como sendo “...talvez o melhor quadro que o jovem pintor mandou ao Salon, porque reúne, no seu conjunto, todos os tons que às aguarelas emprestam especial relevo de arte. Coloridos novos, método, beleza, argúcia de observação e, sobretudo, uma perfeita uniformidade, dão-lhe uma excelência notável. ”
Em 1935, a coluna “Bellas-Artes”, publicada em “O Jornal”, órgão da imprensa carioca, descreveu Quissak como um artista “que tem conseguido para a suas telas aspectos característicos, novas cenas, novas composições humanas que mais e mais estranhas e originais nos parecem porque resultam da combinação de uma profunda e sensibilíssima natureza artística com um dos mais assombrosos recantos da vida paisagística brasileira.”
A tela “Quartel General”, foi apresentada ao Salão Nacional de Belas Artes de 1941.
Como fotógrafo, era admirado pelo grande domínio técnico, tendo sua obra reproduzida em diversas revistas culturais e literárias brasileiras. Também deixou produção textual de poesia, prosa, crítica e humorística.

## Exposições

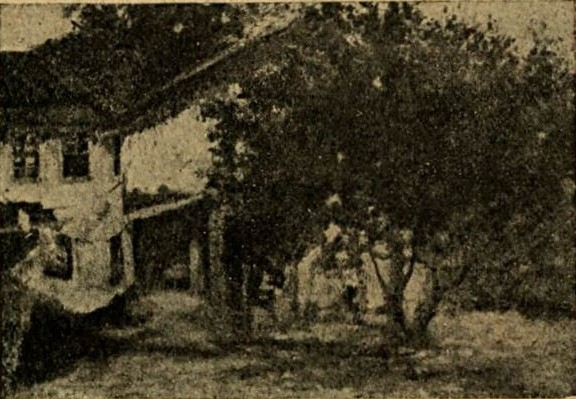
"Fazenda Velha", apresentada na Exposição Geral de Belas Artes de 1922.

1917 | Exposição individual na Sociedade Operária de Guaratinguetá.

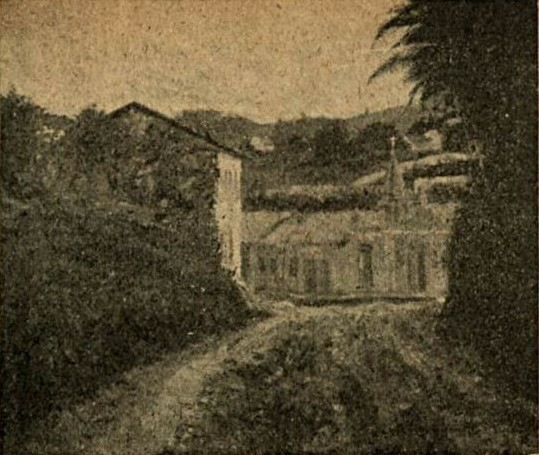
"Sol de Maio", apresentada na Exposição Geral de Belas Artes de 1922.

1918 | Exposição Geral de Belas Artes (Rio de Janeiro - RJ).
1921 | Exposição Geral de Belas Artes.
1922 | Exposição Geral de Belas Artes, com as pinturas “Águas Tranquilas”, “Fazenda Velha” e “Sol de Maio”.
1922 | Exposição individual (Guaratinguetá - SP).
1923 | Exposição Geral de Belas Artes, com a pintura “Figueira”.
1924 | Exposição Geral de Belas Artes.
1926 | Exposição Geral de Belas Artes.
1927 | Exposição Geral de Belas Artes.
1930 | 1.o Salão de Belas Artes de Guaratinguetá (Exposição Operária).
1932 | 2.o Salão de Belas Artes de Guaratinguetá.
1934 | 1.o Salão Paulista de Belas Artes (São Paulo - SP).
1935 | Salão Nacional de Belas Artes (Rio de Janeiro - RJ), com a pintura “Paninhos do bebê” e outra não identificada.
1935 | 2.o Salão Paulista de Belas Artes.
1935-1936 | 3.o Salão Paulista de Belas Artes.
1937-1938 | 5.o Salão Paulista de Belas Artes.
1939 | 6.o Salão Paulista de Belas Artes.

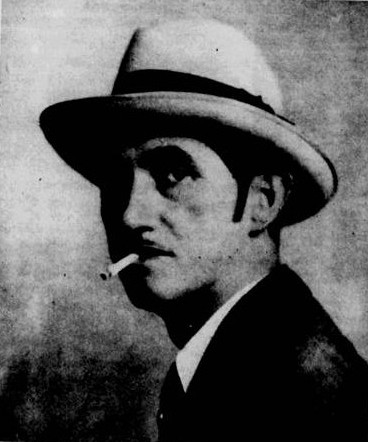
Ernesto Quissak, c. 1957.

1939 | 3.o Salão de Belas Artes de Guaratinguetá.

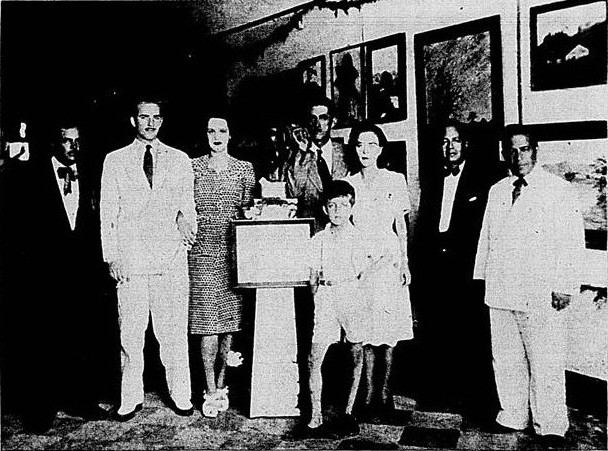
Abertura do 4.^{o} Salão de Belas Artes de Guaratinguetá, em 1944. Quissak é o quarto da esquerda para a direita.

1940 | 7.o Salão Paulista de Belas Artes.
1940 | 2.o Salão do Instituto de Belas Artes do Rio Grande do Sul (Porto Alegre - RS).
1941 | Salão Nacional de Belas Artes, com a pintura “Quartel General”.
1941 | 47.a Exposição de Artes Plásticas, com a pintura “Vale do Paraíba”.
1942 | 8.o Salão Paulista de Belas Artes.
1944 | 4.o Salão de Belas Artes de Guaratinguetá.
1945 | 3.a Exposição Coletiva da Associação Paulista de Belas Artes (São Paulo - SP).
1945 | 1.o Salão de Belas Artes de Casa Branca.
1948 | 5.o Salão de Belas Artes de Guaratinguetá.

#### Prêmios e Menções Honrosas
1923 | Exposição Geral de Belas Artes - Menção Honrosa de Primeiro Grau.
1934 | 1.o Salão Paulista de Belas Artes - Menção Honrosa.
1935 | 2.o Salão Paulista de Belas Artes - Menção Honrosa na categoria Pintura.
1935 | 3.o Salão Paulista de Belas Artes - Menção Honrosa.
1937 | 5.o Salão Paulista de Belas Artes - Menção Honrosa.
1940 | Salão do Instituto de Belas Artes do Rio Grande do Sul - Medalha de Bronze.
1942 | 8.o Salão Paulista de Belas Artes - Medalha de Bronze na categoria Pintura.

## Homenagens
Quissak foi homenageado em sua cidade natal, com seu nome dado em 1962 ao Grupo Escolar do bairro Engenheiro Neiva, que passou a ser denominado “Escola Estadual Professor Ernesto Quissak”. Em 1964 foi criada uma premiação voltada aos jornalistas de Guaratinguetá, que também levou o nome do artista. Seu nome também é dado em Guaratinguetá à uma rua no bairro do Campinho, e ao “Salão Municipal Acadêmico de Artes Plásticas”, que teve em 2019 sua 34.a edição.